# Јозеф Роземајер
Јозеф Роземајер (Ленинген, 13. март 1872 — Келн, 1. децембар 1919) је био немачки бициклиста који је учествовао на првим Олимпијским играма 1896. у Атини.
Роземајер је учествовао у четири од шест диосциплина бициклистичког програма: 333,3 метра спринт, 2.000 метара спринт, 10 км и 100 км.
Најбољи пласман је направио у трци на 10 километара где је био четврти. У две спринтерске дисциплине био је последњи. У првој на 333,3 метра (један круг) направио је најслабили резултат, а у другој на 2.000 метара морао је одустати због механичког квара на бициклу. У најдужој дисциплини, у којој је учествовао, на 100 км није завршио трку.